# برساوية
البرساوية (الاسم العلمي: Perseeae) هي قبيلة من النباتات تتبع فصيلة الغارية من الرتبة الغاريات.

## أجناس البرساوية
- البرساء